# Куряча гармата

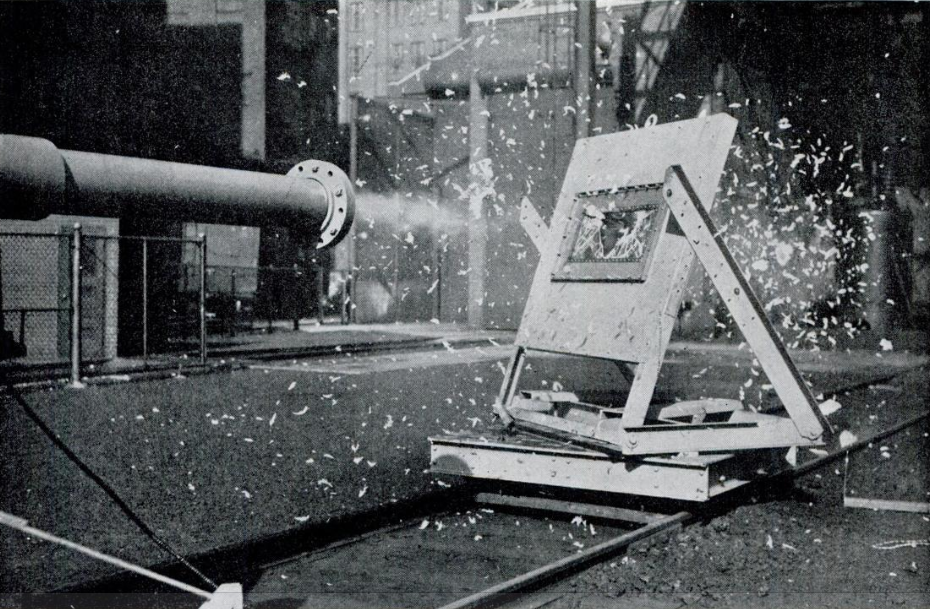
1943 рік, перша куряча гармата, створена Управлінням цивільної аеронавтики США та Westinghouse Electric, стріляє по скляній панелі.

Симулятор зіткнення з птахом у польоті — пневматична зброя великого діаметру, яка використовується для обстрілу компонентів літака тушками птахів з метою імітувати зіткнення з птахами на великій швидкості під час польоту літака. Найпоширенішою мішенню в таких випробуваннях є реактивні двигуни та вітрове скло, оскільки ці деталі літака особливо вразливі до пошкоджень від подібних зіткнень. Незважаючи на те, що для випробувань і сертифікації літаків використовуються різні види птахів, пристрій отримав розмовну назву «куряча гармата», оскільки саме курячі тушки є найбільш часто використовуваним «боєприпасом» завдяки їхній доступності.

## Контекст
Зіткнення з птахами становлять значну загрозу для безпеки польотів, особливо під час зльоту та посадки, коли ризик зустрічі з літаючими птахами найбільш значний, найвище робоче навантаження на екіпаж найвище, а часу на відновлення контролю над літаком перед потенційним зіткненням із землею обмаль. Швидкість зіткнення між реактивним літаком і птахом може бути значною — часто близько 350 км/год, що призводить до великої передачі кінетичної енергії. Птах, який зіткнувся з вітровим склом літака, може пробити його, поранивши екіпаж, або розбити, значно погіршивши огляд. На великих висотах така подія може спричинити некеровану декомпресію. Засмоктування ж птаха реактивним двигуном може призвести до ушкодження лопатей його компресора, потенційно спричинивши катастрофічну шкоду.
Вживаються численні заходи для зменшення ризику зіткнення з птахами, але повністю його усунути неможливо. Тому більшість державних сертифікаційних органів, таких як Федеральне авіаційне управління США та Європейська агенція авіаційної безпеки, вимагають, щоб авіаційні двигуни та планери літальних апаратів були достатньо стійкі до зіткнення з птахом для сертифікації їхньої придатності до польотів. Зокрема, двигун не повинен внаслідок зіткнення з птахом відповідного розміру зазнавати неконтрольованого збою (при якому обертові частини або їх фрагменти викидаються з корпусу двигуна), а зіткнення птаха з корпусом судна не повинно перешкоджати продовженню безпечного польоту і нормальному приземленню.

## Історія

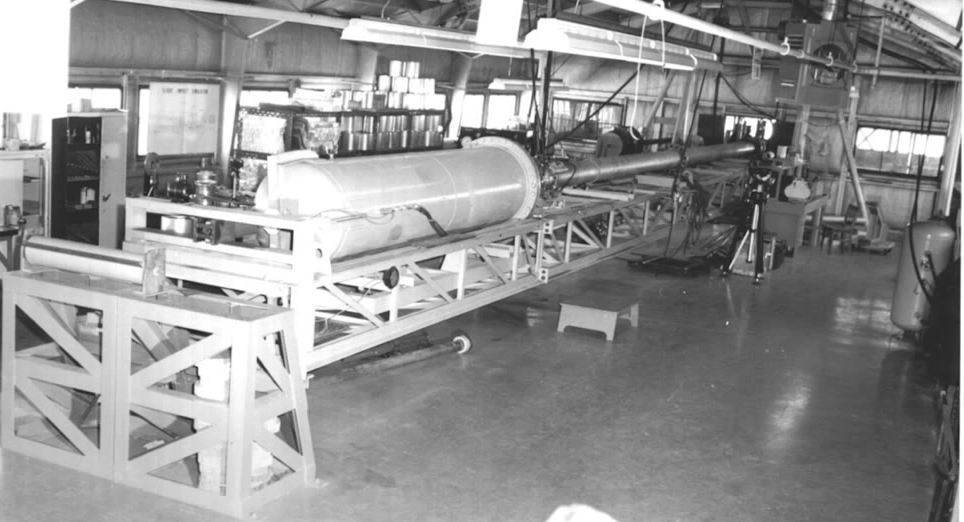
10-дюймова куряча гармата у сховищі Канадського музею авіації та космосу.

Перша зареєстрована «куряча гармата» була створена в 1942 році Управлінням цивільної аеронавтики США (англ. Civil Aeronautics Administration, CAA) у співпраці з компанією Westinghouse Electric. Гармата використовувала для пострілу стиснене повітря, яке накачувалося за допомогою компресора до досягнення потрібного тиску. Для пострілу оператор відкривав електричний клапан, випускаючи стиснене повітря в ствол. Пристрій був здатний вистрілювати тушки птахів зі швидкістю до 640 км/год (хоча більшість випробувань проводилися з початковою швидкістю близько 430 км/год).
Випробування, проведені з цією гарматою у лабораторії Westinghouse Electric показали, що вітрове скло пасажирських літаків, таких як Douglas DC-3, надзвичайно вразливе до зіткнення з птахами: тушка вагою 1,8 кг на швидкості лише 121 км/год пробивала скло наскрізь. Подальші випробування показали, що шаровані панелі зі скла і полівінілхлориду є набагато стійкішими.
До листопада 1943 року дослідження проводилися у лабораторії Westinghouse Electric в Піттсбурзі, у 1945 року його пристрій було переміщено до науково-дослідного центру CAA в Індіанаполісі де він використовувався різними виробниками комерційних літаків для тестування деталей. У 1947 році був списаний.
У Сполученому Королівстві подібна гармата була незалежно розроблена De Havilland Aircraft Company в середині 1950-х років. Королівський авіаційний науково-дослідний інститут побудував курячу гармату в 1961 році, дизайн якої в 1967 році був використаний відділом машинобудування Канадської національної науково-дослідницької ради як основа для її лабораторії тестувань зіткнень у польоті, що базувалася неподалік від аеропорту Оттави. Ця гармата часто використовувалася до 2016 року, після чого її передали Канадському музею авіації та космонавтики та замінили на пару більш сучасних гармат, обладнаних змінними стволами для легшого використання птахів різного розміру.
У 1970-х роках компанія Goodyear Aerospace розробила гармату, яка накопичувала стиснене повітря за керамічною мембраною та використовувала картонний піддон для центрування та стабілізації курки. Під час пострілу в мембрану втикалася голка, розриваючи її і дозволяючи повітрю штовхнути снаряд по стволу. Металеве кільце на дулі зупиняло піддон, але дозволила курці вилетіти зі ствола.
Повітряні сили США розробили у 1972 році пневматичну гармату AEDC Ballistic Range S-3, яка застосовувалася в Центрі інженерних розробок Арнольда для випробування вітрових стекол і ліхтарів кабін військових літаків. Як і попередні гармати, S-3 використовувала для запуску своїх снарядів стиснене повітря. Пізніше ця гармата використовувалася при розробці та сертифікації багатьох військових літаків США, включаючи F-4, F-111 і A-10. Станом на 2007 рік вона все ще була в експлуатації.

## Використання в сертифікації повітряних суден
«Курячі гармати» регулярно використовуються в процесі підтвердження відповідності вимогам сертифікації. Виробник літаків, як правило, укладає контракт для проведення випробувань на відповідність заданому стандарту зі спеціалізованим підприємством, яке експлуатує ці пристрої. Компонент, що підлягає випробуванню, надійно кріпиться на рамі, гармата випускає в нього тушку, після чого результати зіткнення перевіряються на відповідність стандартам. Більшість тестів проводяться під тиском близько 35 psi (2,4 бар), який запускає тушку вагою 1,8 кг (4 фунти) запускається зі швидкістю близько 560 км/год, що приблизно відповідає швидкості на момент зіткнення птаха з літаком.
FAA не вказує конкретні види птахів, тушки яких слід використовувати для тестування, але попереджає, що птахів не слід заморожувати, оскільки результат використання такого снаряда не відображатиме результати реального зіткнення з птахом. В ролі снарядів використовують тушки курей, оскільки вони дешеві та легкодоступні.
Були спроби розробити спеціальні снаряди (наприклад, желатинові) для використання в таких тестах замість тушок. Мотивація для такої заміни варіює від стандартизації снарядів до поваги до поглядів активістів захисту прав тварин. Проте деякі інженери висловлювали занепокоєння тим, що випробування зі штучними снарядами не точно відображатимуть реальний удар, оскільки не мають кісток. Деякі йдуть далі і стверджують, що птахи, вирощені на фермах, яких зазвичай використовують у тестах, також не є репрезентативними через нижчу щільність їхньої м'язової тканини порівняно з такою у диких птахів.

## Найбільш значні використання
Під час розробки Boeing 757 у 1970-х роках дах кабіни був випробуваний на зіткнення з птахом. Чотирифунтова курка була випущена зі швидкістю 360 вузлів (670 км/год) у нерухому кабіну і, на подив інженерів Boeing, пробила обшивку. У результаті довелося посилити кабіну Boeing 757 (а також Boeing 767, яка мала таку ж конструкцію). Декілька 767-х, що вже перебували в експлуатації, довелося відкликати для модернізації.
Пізніше в процесі розробки Boeing 757 було проведено випробування пасажирських вікон на зіткнення з птахами, також за допомогою обстрілу курми. Вимоги до сертифікації CAA на той час були суворішими, ніж вимоги FAA, і вимагали, щоб метал навколо вікон також був стійким до таких зіткнень. 757 провалив цей тест, внаслідок чого знадобилася подальша модернізація.
Після катастрофи шатла «Колумбія» в 2003 році гармату AEDC Ballistic Range S-3 (див. вище) було перепрофільовано для перевірки стійкості різних компонентів орбітальних шаттлів до ударів ізоляційною піною (причиною катастрофи стало руйнування зовнішнього теплоізоляційного шару крила шатла через падіння на нього шматка теплоізоляції кисневого бака, внаслідок чого пневматика стійки шасі перегрілася і вибухнула, що у свою чергу пошкодило крило і призвело до його руйнування). Мета цього експерименту полягала у тім, щоб підтвердити цю причину катастрофи та встановити, чи потрібні будь-які модифікації шатла.